# Universidade Pablo de Olavide
A Universidade Pablo de Olavide (em castelhano: Universidad Pablo de Olavide) é uma instituição de ensino superior pública situada em Sevilha, na Espanha. Fundada em 1997, conta com mais de 10.000 alunos. Seu atual reitor é Francisco Oliva Blázquez.
O campus de aproximadamente 140 hectares está localizado no sudeste de Sevilha, a maior parte pertencente ao município de Dos Hermanas, que margeia as lagoas do rio Guadaíra.